# Ungarische Männer-Handballnationalmannschaft
Die ungarische Männer-Handballnationalmannschaft repräsentiert den Handballverband Ungarns als Auswahlmannschaft auf internationaler Ebene bei Länderspielen im Handball gegen Mannschaften anderer nationaler Verbände.
Der größte Erfolg der Ungarn ist der 2. Platz bei der Handball-Weltmeisterschaft 1986.

## Internationale Großereignisse

### Olympische Spiele
- Olympische Spiele 1972: 8. Platz (von 16 Mannschaften)

Kader: Sándor Takács (6 Spiele/0 Tore), Béla Bartalos (5/0), József Horváth (4/0), László Szabó (3/0), István Szabó (2/0), János Adorján (6/1), László Harka (4/1), János Csík (1/2), Károly Vass (6/11), Sándor Vass (6/11), János Stiller (6/11), Lajos Simó (6/12), Sándor Kaló (6/14), István Marosi (5/14), István Varga (6/32). Trainer: Miklós Albrecht.
- Olympische Spiele 1976: 6. Platz (von 11 Mannschaften)

Kader: Béla Bartalos (5 Spiele/0 Tore), Gábor Verőci (5/0), László Jánovszki (5/2), Ferenc Buday (5/5), Mihály Süvöltős (5/7), Zsolt Kontra (5/7), Ernő Gubányi (5/11), József Kenyeres (5/11), István Szilágyi (5/14), Péter Kovács (5/15), István Varga (5/21), Károly Vass (5/18). Trainer: Mihály Faludi.
- Olympische Spiele 1980: 4. Platz (von 12 Mannschaften)

Kader: Béla Bartalos (6 Spiele/0 Tore), Miklós Kovacsics (3/0), Alpár Jegenyés (3/0), Árpád Pál (6/2), István Szilágyi (4/3), László Jánovszki (6/3), Ambrus Lele (3/5), József Kenyeres (6/5), Ernő Gubányi (6/5), János Fodor (6/7), László Szabó (6/13), Sándor Vass (6/16), Péter Kovács (6/25), Zsolt Kontra (6/30). Trainer: Mihály Faludi.
- Olympische Spiele 1984: nicht teilgenommen
- Olympische Spiele 1988: 4. Platz (von 12 Mannschaften)

Kader: József Bordás (6 Spiele/0 Tore), László Hoffmann (5/0), Tibor Oross (4/0), Imre Bíró (3/0), Jakab Sibalin (2/1), Géza Tóth (6/1), Ottó Csicsay (6/3), János Fodor (6/3), Mihály Kovács (6/6), László Szabó (4/9), János Gyurka (6/18), Péter Kovács (6/23), László Marosi (6/30), Mihály Iváncsik (6/31). Trainer: Lajos Mocsai.

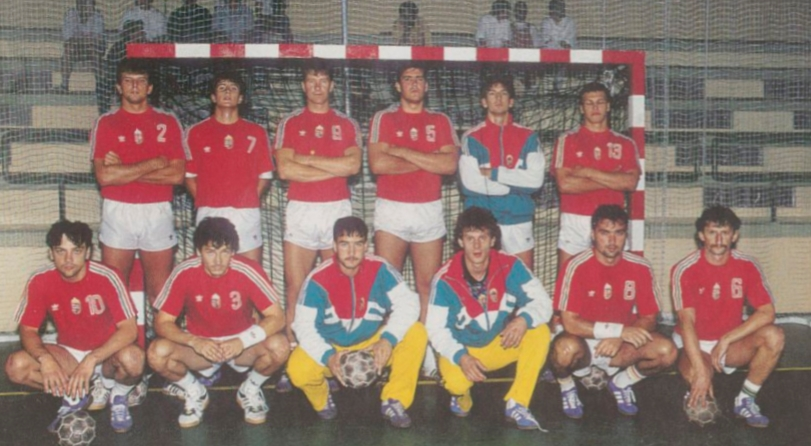
Die ungarische Auswahl vor den Olympischen Spielen 1992.

- Olympische Spiele 1992: 7. Platz (von 12 Mannschaften)

Kader: János Szathmári (6 Spiele/0 Tore), Imre Bíró (6/0), László Sótonyi (2/0), Richárd Mezei (4/2), Ferenc Füzesi (5/2), Ottó Csicsay (2/3), Sándor Győrffy (1/4), Igor Zubjuk (4/5), István Csoknyai (5/6), László Marosi (6/10), József Éles (6/11), Jakab Sibalin (6/16), Mihály Iváncsik (6/18), Attila Horváth (6/23), Attila Borsos (6/24). Trainer: Attila Joósz.
- Olympische Spiele 1996: nicht qualifiziert
- Olympische Spiele 2000: nicht qualifiziert
- Olympische Spiele 2004: 4. Platz (von 12 Mannschaften)

Kader: János Szathmári (8 Spiele/0 Tore), Nándor Fazekas (8/0), Ferenc Ilyés (7/0), Gábor Császár (7/1), Gergely Harsányi (8/3), Gergő Iváncsik (8/8), Tamás Mocsai (3/9), Richárd Mezei (8/10), Balázs Laluska (7/11), Ivo Díaz (8/14), Péter Lendvay (8/15), Gyula Gál (8/18), István Pásztor (8/37), László Nagy (8/39), Carlos Pérez (8/54). Trainer: László Skaliczki.
- Olympische Spiele 2008: nicht qualifiziert
- Olympische Spiele 2012: 4. Platz (von 12 Mannschaften)

Kader: Nándor Fazekas (8 Spiele/0 Tore), Roland Mikler (8/0), Balázs Laluska (3/0), Péter Gulyás (3/1), Carlos Pérez (3/1), Timuzsin Schuch (8/3), Attila Vadkerti (7/6), Ferenc Ilyés (8/7), Máté Lékai (8/15), Szabolcs Zubai (8/16), Tamás Mocsai (8/17), Barna Putics (5/17), Gergő Iváncsik (8/18), Gergely Harsányi (8/28), László Nagy (8/33), Gábor Császár (7/38). Trainer: Lajos Mocsai.
- Olympische Spiele 2016: nicht qualifiziert
- Olympische Spiele 2020: nicht qualifiziert
- Olympische Spiele 2024: 10. Platz (von 12 Mannschaften)

Kader: Gábor Ancsin (5 Spiele/13 Tore), Bence Bánhidi (5/17), László Bartucz (4/0), Richárd Bodó (5/19), Bendegúz Bóka (5/9), Gergő Fazekas (5/10), Egon Hanusz (1/0), Zoran Ilić (5/9), Bence Imre (4/26), Máté Lékai (5/13), Patrik Ligetvári (5/1), Roland Mikler (2/0), Kristóf Palasics (4/0), Pedro Rodríguez Álvarez (3/2), Miklós Rosta (3/8), Adrián Sipos (5/0), Zoltán Szita (4/10). Trainer: Chema Rodríguez.

### Weltmeisterschaften
- Weltmeisterschaft 1938: nicht teilgenommen
- Weltmeisterschaft 1954: nicht teilgenommen
- Weltmeisterschaft 1958: 7. Platz (von 16 Mannschaften)

Kader: Jenő Balázs, István Bányai, Ottó Bencsik, József Berendi, Rudolf Bolla, Mihály Faludi, Sándor Fekete, Ottó Hetényi, Jenő Horváth, Miklós Kele, Tibor Kőszegi, Gábor Lengyel, Béla Schvajda, Ferenc Som, Károly Töltő, István Vajna. Trainer: Sándor Cséfai.
- Weltmeisterschaft 1961: nicht qualifiziert
- Weltmeisterschaft 1964: 8. Platz (von 16 Mannschaften)

Kader: János Adorján, Gyula Baranyai, Ferenc Berkesi, Vilmos Drobnits, Dénes Dubán, András Fenyő, András Kesjár, József Klein, János Kovács, László Kovács, István Marosi, Béla Rácz, László Stiller, Sándor Tamásdi, Béla Tímár, Ferenc Vígh. Trainer: Árpád Csicsmányi.
- Weltmeisterschaft 1967: 8. Platz (von 16 Mannschaften)

Kader: János Adorján, András Fenyő, Ferenc Gyűrű, Sándor Kaló, József Klein, Ádám Koch, János Kovács, László Kovács, István Marosi, Attila Nagy, Lajos Simó, Béla Tímár, János Tornóczky, István Varga. Trainer: Miklós Albrecht.
- Weltmeisterschaft 1970: 8. Platz (von 16 Mannschaften)

Kader: János Adorján, János Csík, András Fenyő, József Horváth, Sándor Kaló, László Kovács, István Marosi, Lajos Simó, János Stiller, István Szabó, László Szabó, Sándor Takács, István Varga, Sándor Vass. Trainer: Miklós Albrecht.
- Weltmeisterschaft 1974: 7. Platz (von 16 Mannschaften)

Kader: Béla Bartalos, Ferenc Buday, Ferenc Demjén, Ernő Gubányi, József Horváth, János Hunyadkürti, Pál Kocsis, Péter Kovács, Lajos Simó, János Stiller, István Szilágyi, Károly Vass, Sándor Vass, Titusz Zuber. Trainer: Mihály Faludi.
- Weltmeisterschaft 1978: 9. Platz (von 16 Mannschaften)

Kader: Béla Bartalos, Ferenc Buday, Ernő Gubányi, László Jánovszki, József Kenyeres, Pál Kocsis, Zsolt Kontra, Péter Kovács, Gyula Molnár, Mihály Süvöltős, László Szabó, István Szilágyi, Zoltán Várkonyi, Gábor Verőci. Trainer: Mihály Faludi.
- Weltmeisterschaft 1982: 9. Platz (von 16 Mannschaften)

Kader: Béla Bartalos, János Gyurka, László Hoffmann, Gábor Horváth, Alpár Jegenyés, József Kenyeres, Pál Kocsis, Zsolt Kontra, Mihály Kovács, Péter Kovács, Ambrus Lele, László Szabó, István Szilágyi, Géza Tóth, Károly Vass. Trainer: Mihály Faludi.
- Weltmeisterschaft 1986:  2. Platz (von 16 Mannschaften)

Kader: Imre Bíró, József Bordás, Viktor Debre, János Fodor, János Gyurka, László Hoffmann, Gábor Horváth, Mihály Iváncsik, József Kenyeres, Zsolt Kontra, Mihály Kovács, Péter Kovács, László Marosi, László Szabó, Tibor Oross. Trainer: Lajos Mocsai.
- Weltmeisterschaft 1990: 6. Platz (von 16 Mannschaften)

Kader: Imre Bíró, József Bordás, Attila Borsos, Ferenc Füzesi, Sándor Győrffy, János Gyurka, László Hoffmann, Mihály Iváncsik, Mihály Kovács, Géza Lehel, László Marosi, István Pribék, Jenő Putics, Jakab Sibalin. Trainer: János Csík.
- Weltmeisterschaft 1993: 11. Platz (von 16 Mannschaften)

Kader: Csaba Bartók, Imre Bíró, Attila Borsos, István Csoknyai, József Éles, Róbert Fekete, Kálmán Fenyő, Sándor Győrffy, János Gyurka, Attila Horváth, Balázs Kertész, Richárd Mezei, Árpád Mohácsi, István Pásztor, László Sótonyi, János Szathmári. Trainer: László Kovács.
- Weltmeisterschaft 1995: 17. Platz (von 24 Mannschaften)

Kader: Attila Borsos, József Éles, Róbert Fekete, István Gulyás, István Kiss, Attila Kotormán, Péter Kovács, Árpád Mohácsi, Zsolt Perger, István Rosta, Miklós Rosta, László Sótonyi, János Szathmári, Lajos Török, Igor Zubjuk, György Zsigmond. Trainer: Sándor Kaló.
- Weltmeisterschaft 1997: 4. Platz (von 24 Mannschaften)

Kader: Csaba Bendó, Zoltán Bergendi, István Csoknyai, József Éles, István Gulyás, Balázs Kertész, Ákos Kis, Richárd Mezei, István Pásztor, Zsolt Perger, Miklós Rosta, László Sótonyi, János Szathmári, Tibor Tyetyák, Igor Zubjuk, György Zsigmond. Trainer: Sándor Vass.
- Weltmeisterschaft 1999: 11. Platz (von 24 Mannschaften)

Kader: Csaba Bendó, Tamás Bene, István Csoknyai, Gábor Décsi, József Éles, Nándor Fazekas, István Gulyás, Balázs Kertész, Ákos Kis, Attila Kotormán, Richárd Mezei, László Nagy, Zsolt Perger, István Rosta, László Sótonyi, János Szathmári. Trainer: Sándor Vass.
- Weltmeisterschaft 2001: nicht qualifiziert
- Weltmeisterschaft 2003: 6. Platz (von 24 Mannschaften)

Kader: Csaba Bendó, Dániel Buday, Ákos Doros, Nándor Fazekas, Gyula Gál, Gergő Iváncsik, Máté Józsa, Dávid Katzirz, Balázs Kertész, Balázs Laluska, Péter Lendvay, László Nagy, István Pásztor, Carlos Pérez, Miklós Rosta, János Szathmári. Trainer: László Skaliczki.
- Weltmeisterschaft 2005: nicht qualifiziert
- Weltmeisterschaft 2007: 9. Platz (von 24 Mannschaften)

Kader: Nándor Fazekas (8 Spiele/0 Tore), Nenad Puljezevics (6/0), Péter Tatai (2/0), Gábor Herbert (5/1), Dávid Katzirz (8/3), Kornél Nagy (4/5), Attila Vadkerti (8/7), Csaba Tombor (8/11), Tamás Iváncsik (7/14), Ferenc Ilyés (8/15), Tamás Mocsai (8/18), László Nagy (8/20), Ivo Díaz (8/24), Gábor Császár (8/31), Gergő Iváncsik (8/33), Gyula Gál (8/43). Trainer: László Skaliczki.
- Weltmeisterschaft 2009: 6. Platz (von 24 Mannschaften)

Kader: Nenad Puljezevics (9 Spiele/0 Tore), Nándor Fazekas (9/0), Dávid Katzirz (5/0), Gábor Herbert (9/3), Szabolcs Törő (5/6), Barna Putics (6/7), Gergely Harsányi (7/7), Szabolcs Zubai (8/10), Nikola Eklemovics (6/13), Tamás Mocsai (9/16), Gyula Gál (9/24), Tamás Iváncsik (9/25), Gergő Iváncsik (8/28), Ferenc Ilyés (9/36), Gábor Császár (9/38), László Nagy (9/41). Trainer: János Hajdu.

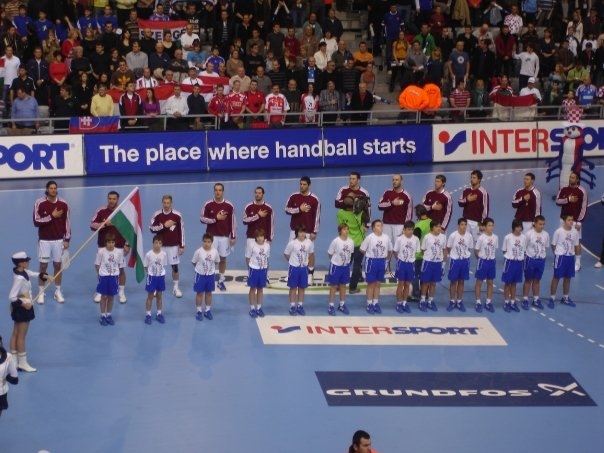
Die ungarische Mannschaft bei der WM 2009

- Weltmeisterschaft 2011: 7. Platz (von 24 Mannschaften)

Kader: Roland Mikler (9 Spiele/0 Tore), Nándor Fazekas (9/0), Timuzsin Schuch (9/2), Carlos Pérez (3/6), Gyula Gál (7/7), Péter Gulyás (8/7), Dávid Katzirz (9/8), Kornél Nagy (9/8), Szabolcs Törő (9/11), Szabolcs Zubai (9/16), Gergely Harsányi (9/17), Máté Lékai (9/20), Tamás Iváncsik (9/22), Ferenc Ilyés (9/30), Gábor Császár (9/30), Gergő Iváncsik (9/33), Tamás Mocsai (9/37). Trainer: Lajos Mocsai.
- Weltmeisterschaft 2013: 8. Platz (von 24 Mannschaften)

Kader: Roland Mikler (6 Spiele/0 Tore), Péter Tatai (5/0), Timuzsin Schuch (7/1), Attila Vadkerti (6/4), Barna Putics (6/7), Gábor Ancsin (4/7), Szabolcs Zubai (7/8), Milorad Krivokapić (6/10), Tamás Mocsai (7/12), Kornél Nagy (7/15), Gergő Iváncsik (7/16), Máté Lékai (7/17), Szabolcs Szöllősi (6/19), Gergely Harsányi (7/27), László Nagy (6/28), Gábor Császár (6/29). Trainer: Lajos Mocsai.
- Weltmeisterschaft 2015: nicht qualifiziert
- Weltmeisterschaft 2017: 7. Platz (von 24 Mannschaften)

Kader: Roland Mikler (7 Spiele/0 Tore), Nándor Fazekas (7/0), Timuzsin Schuch (7/0), Szabolcs Szöllősi (7/2), László Nagy (4/3), Szabolcs Zubai (7/4), Patrik Ligetvári (7/4), Péter Gulyás (3/6), Gábor Ancsin (7/9), Gergely Harsányi (7/14), Zsolt Balogh (7/17), Bence Bánhidi (7/18), Iman Jamali (7/19), Richárd Bodó (7/19), Máté Lékai (7/24), Ádám Juhász (7/25), Gábor Császár (7/38). Trainer:  Xavi Sabaté.
- Weltmeisterschaft 2019: 10. Platz (von 24 Mannschaften)

Kader: Roland Mikler (8 Spiele/0 Tore), Márton Székely (8/0), Ferenc Ilyés (8/0), Timuzsin Schuch (4/0), Gábor Ancsin (4/4), Adrián Sipos (8/4), Zoltán Szita (3/5), Patrik Ligetvári (8/7), Dominik Máthé (4/8), Gábor Császár (5/8), Ádám Juhász (8/8), Iman Jamali (4/10), Péter Hornyák (8/11), László Nagy (8/17), Bendegúz Bóka (8/19), Richárd Bodó (8/23), Bence Bánhidi (8/24), Zsolt Balogh (5/38), Máté Lékai (8/39). Trainer: István Csoknyai,  Vladan Matić.
- Weltmeisterschaft 2021: 5. Platz (von 32 Mannschaften)

Kader: Márton Székely (6 Spiele/0 Tore), Roland Mikler (5/0), Ádám Borbély (3/0), Petar Topić (2/2), Adrián Sipos (7/3), Egon Hanusz (5/3), Bence Nagy (5/6), Pedro Rodríguez Álvarez (5/7), Péter Hornyák (7/9), Bendegúz Bóka (6/11), Zsolt Balogh (4/11), Mátyás Győri (4/12), Miklós Rosta (7/14), Stefan Sunajko (7/14), Richárd Bodó (6/15), Zoltán Szita (7/15), Gábor Ancsin (7/19), Máté Lékai (6/25), Bence Bánhidi (6/29), Dominik Máthé (7/31). Trainer: István Gulyás.
- Weltmeisterschaft 2023: 8. Platz (von 32 Mannschaften)

Kader: Márton Székely (9 Spiele/0 Tore), Roland Mikler (9/0), Kristóf Palasics (2/0), Csaba Leimeter (2/0), Péter Kovacsics (1/0), Adrián Sipos (9/2), Szabolcs Szöllősi (9/2), Bendegúz Bujdosó (6/3), Patrik Ligetvári (9/6), Zoran Ilić (9/10), Egon Hanusz (9/11), Zoltán Szita (9/12), Pedro Rodríguez Álvarez (9/21), Bence Bánhidi (9/24), Gábor Ancsin (9/29), Miklós Rosta (9/31), Bendegúz Bóka (9/34), Máté Lékai (9/37), Richárd Bodó (9/44). Trainer:  Chema Rodríguez.
- Weltmeisterschaft 2025: 8. Platz (von 32 Mannschaften)

→WM-Kader 2025

#### B- und C-Weltmeisterschaften
An C-Weltmeisterschaften musste Ungarn nie teilnehmen, an B-Weltmeisterschaften nahm das Team dreimal teil und konnte sich darüber für die Olympischen Spiele 1980 und 1984 sowie die Weltmeisterschaft 1986 qualifizieren:
- B-Weltmeisterschaft 1979: 3. Platz (von 12 Mannschaften)
- B-Weltmeisterschaft 1983: 1. Platz (von 12 Mannschaften)
- B-Weltmeisterschaft 1985: 5. Platz (von 16 Mannschaften)

### Europameisterschaften
- Europameisterschaft 1994: 7. Platz (von 12 Mannschaften)

Kader: János Szathmári (5 Spiele/0 Tore), Zsolt Perger (4/0), Róbert Fekete (3/0), Richárd Mezei (6/1), István Kiss (2/3), Zoltán Németh (4/4), István Csoknyai (6/5), Csaba Bartók (4/8), Attila Borsos (5/9), Balázs Kertész (6/10), István Gulyás (5/11), László Sótonyi (6/15), József Éles (5/19), István Pásztor (5/21), György Zsigmond (6/22). Trainer: Sándor Kaló.
- Europameisterschaft 1996: 10. Platz (von 12 Mannschaften)

Kader: János Szathmári (5 Spiele/0 Tore), Róbert Fekete (5/0), Zoltán Nagy (2/0), Rudolf Kubasi (3/2), István Szotyori (3/5), Péter Borsodi (5/5), István Csoknyai (5/7), Richárd Mezei (6/7), Ákos Kis (5/8), András Oszlánczi (3/9), László Sótonyi (5/13), Csaba Bartók (5/16), Csaba Bendó (4/16), Attila Kotormán (6/17), György Zsigmond (4/17), István Pásztor (6/22). Trainer: Árpád Kővári.
- Europameisterschaft 1998: 6. Platz (von 12 Mannschaften)

Kader: János Szathmári (6 Spiele/0 Tore), István Csoknyai, Róbert Fekete (6/0), Miklós Rosta (5/0), Richárd Mezei (2/2), Ákos Kis (6/4), László Sótonyi (6/8), István Gulyás (6/9), Csaba Bartók (6/10), György Zsigmond (5/17), Balázs Kertész (6/20), Attila Kotormán (6/21), István Pásztor (6/41). Trainer: Sándor Vass.
- Europameisterschaft 2000: nicht qualifiziert
- Europameisterschaft 2002: nicht qualifiziert
- Europameisterschaft 2004: 9. Platz (von 16 Mannschaften)

Kader: János Szathmári (6 Spiele/0 Tore), Nándor Fazekas (6/0), Gyula Gál (6/1), Miklós Rosta (5/1), Árpád Mohácsi (2/1), Ferenc Ilyés (5/2), Balázs Laluska (4/6), Gábor Császár (4/9), Gergő Iváncsik (6/12), Richárd Mezei (6/14), Tamás Mocsai (5/15), István Pásztor (6/15), Balázs Kertész (6/16), László Nagy (5/21), Dániel Buday (6/24), Ivo Díaz (6/27). Trainer: László Skaliczki.
- Europameisterschaft 2006: 13. Platz (von 16 Mannschaften)

Kader: Gábor Szente (3/0), Nándor Fazekas (2/0), Roland Mikler (1/0), Gábor Császár (3/0), Szabolcs Zubai (1/1), Péter Lendvay (3/1), Szabolcs Törő (3/2), Máté Józsa (2/2), Gergely Harsányi (3/3), Ferenc Ilyés (3/3), Balázs Laluska (3/4), Tamás Iváncsik (3/8), László Nagy (3/10), Gergő Iváncsik (3/13), Gyula Gál (3/16), Dániel Buday (3/21). Trainer: László Skaliczki.
- Europameisterschaft 2008: 8. Platz (von 16 Mannschaften)

Kader: Nenad Puljezevics (6 Spiele/0 Tore), Nándor Fazekas (6/0), Kornél Nagy (1/1), Gábor Grebenár (2/1), Gábor Herbert (6/1), Péter Gulyás (1/2), Szabolcs Törő (4/5), Szabolcs Zubai (6/7), Gyula Gál (5/10), Nikola Eklemovics (6/11), Gábor Császár (6/13), Balázs Laluska (6/14), Tamás Mocsai (6/15), Tamás Iváncsik (5/16), Gergő Iváncsik (6/24), Ferenc Ilyés (6/28), László Nagy (6/28). Trainer: László Skaliczki.
- Europameisterschaft 2010: 14. Platz (von 16 Mannschaften)

Kader: Nenad Puljezevics (3 Spiele/0 Tore), Nándor Fazekas (3/0), Timuzsin Schuch (3/0), Kornél Nagy (3/1), Tamás Iváncsik (3/1), Szabolcs Zubai (1/2), Balázs Laluska (3/4), Nikola Eklemovics (3/4), Gábor Császár (3/6), Péter Gulyás (3/6), Szabolcs Törő (3/8), Gergő Iváncsik (3/8), Gyula Gál (3/9), Ferenc Ilyés (3/9), Dávid Katzirz (3/9), Milorad Krivokapić (3/14). Trainer: István Csoknyai.

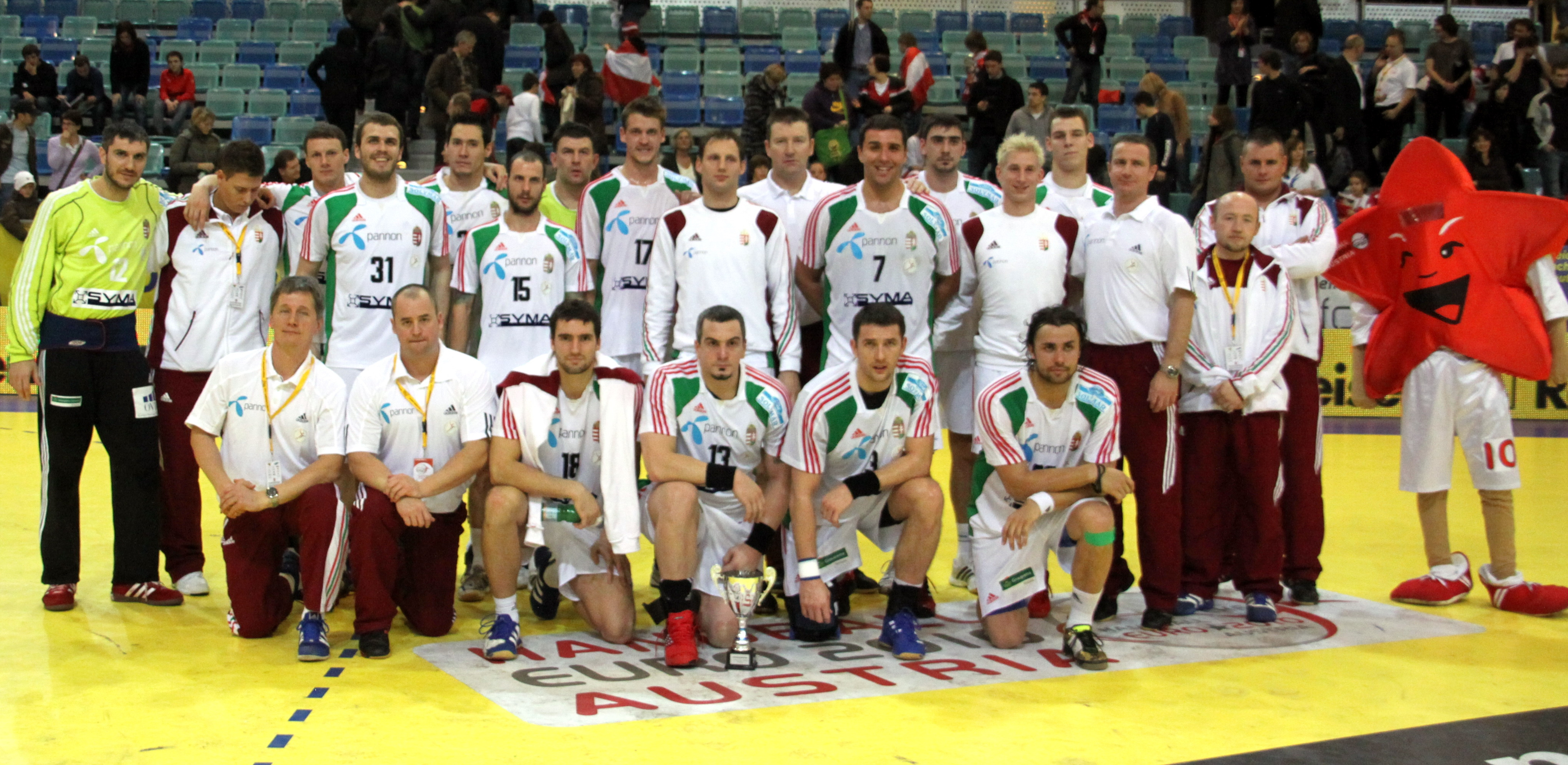
Die ungarische Nationalmannschaft bei der EHF Euro 2010.

- Europameisterschaft 2012: 8. Platz (von 16 Mannschaften)

Kader: Nándor Fazekas (6 Spiele/0 Tore), Roland Mikler (6/0), Tamás Iváncsik (1/0), Balázs Laluska (6/1), Szabolcs Szöllősi (5/1), Kornél Nagy (6/1), Timuzsin Schuch (6/2), Attila Vadkerti (3/2), Gábor Ancsin (6/4), Milorad Krivokapić (6/11), Barna Putics (6/12), Gergely Harsányi (6/13), Gergő Iváncsik (6/14), Ferenc Ilyés (6/15), Szabolcs Zubai (6/16), Tamás Mocsai (6/20), Gábor Császár (6/43). Trainer: Lajos Mocsai.
- Europameisterschaft 2014: 8. Platz (von 16 Mannschaften)

Kader: Roland Mikler (6 Spiele/0 Tore), Péter Tatai (6/0), Bence Zdolik (1/0), Timuzsin Schuch (6/2), Ferenc Ilyés (6/3), Tamás Mocsai (6/7), Attila Vadkerti (6/7), Szabolcs Szöllősi (6/7), Kornél Nagy (6/8), Gábor Szalafai (6/8), Barna Putics (6/9), Szabolcs Zubai (6/11), Péter Gulyás (6/11), Gábor Ancsin (5/19), Máté Lékai (6/19), Gergő Iváncsik (6/22), Gábor Császár (6/26). Trainer: Lajos Mocsai.
- Europameisterschaft 2016: 12. Platz (von 16 Mannschaften)

Kader: Roland Mikler (6 Spiele/0 Tore), László Bartucz (6/0), Tamás Borsos (6/1), Timuzsin Schuch (6/2), Szabolcs Zubai (6/4), Tibor Gazdag (6/4), Rudolf Faluvégi (6/8), Ákos Pásztor (6/8), Kornél Nagy (6/10), Péter Hornyák (6/11), Gergő Iváncsik (6/11), Gábor Ancsin (6/13), Bence Bánhidi (6/14), Richárd Bodó (6/17), Iman Jamali (6/18), László Nagy (6/21). Trainer:  Talant Dujshebaev.
- Europameisterschaft 2018: 14. Platz (von 16 Mannschaften)

Kader: Roland Mikler (3 Spiele/0 Tore), Ádám Borbély (3/0), Ádám Országh (1/0), Uroš Vilovski (2/1), Patrik Ligetvári (3/1), Szabolcs Szöllősi (3/1), Dávid Fekete (1/2), Péter Hornyák (3/2), Ádám Juhász (3/2), Timuzsin Schuch (3/3), Gábor Császár (3/3), Iman Jamali (2/4), Gábor Ancsin (3/4), Bence Bánhidi (3/6), Donát Bartók (3/8), Richárd Bodó (3/9), Zsolt Balogh (3/13), Máté Lékai (3/18). Trainer:  Ljubomir Vranjes.
- Europameisterschaft 2020: 9. Platz (von 24 Mannschaften)

Kader: Roland Mikler (7 Spiele/0 Tore), Márton Székely (7/0), Donát Bartók (2/0), Ádám Tóth (6/0), Adrián Sipos (6/1), Bálint Fekete (6/2), Dávid Ubornyák (7/2), Miklós Rosta (7/5), Péter Hornyák (7/9), Mátyás Győri (7/14), Dominik Máthé (7/14), Bendegúz Bóka (7/16), Bence Nagy (7/16), Patrik Ligetvári (7/19), Zoltán Szita (7/20), Zsolt Balogh (7/28), Bence Bánhidi (7/32). Trainer: István Gulyás.
- Europameisterschaft 2022: 15. Platz (von 24 Mannschaften)

Kader: Roland Mikler (3 Spiele/0 Tore), Márton Székely (3/0), Adrián Sipos (2/0), Patrik Ligetvári (3/0), Bendegúz Bujdosó (3/0), Miklós Rosta (3/1), Egon Hanusz (3/2), Gábor Ancsin (3/3), Petar Topić (3/6), Bendegúz Bóka (3/6), Zoltán Szita (3/9), Pedro Rodríguez Álvarez (3/9), Bence Bánhidi (3/9), Richárd Bodó (3/10), Dominik Máthé (3/17), Máté Lékai (3/17). Trainer: István Gulyás.
- Europameisterschaft 2024: 5. Platz (von 24 Mannschaften)

## Weitere Turnierteilnahmen
(Auswahl)

### World Cup
Beim World Cup (1971–2010) in Schweden sowie teilweise in Norwegen und Deutschland, erreichte die Auswahl folgende Platzierungen:
- World Cup 1974: 7. Platz (von 8 Mannschaften)
- World Cup 1979: 4. Platz (von 8 Mannschaften)
- World Cup 1988: 6. Platz (von 8 Mannschaften)
- World Cup 1992: 7. Platz (von 8 Mannschaften)
- World Cup 1999: 7. Platz (von 8 Mannschaften)
- World Cup 2004: 7. Platz (von 8 Mannschaften)

### Supercup
Beim Supercup (1979–2015) in Deutschland erreichte die Auswahl folgende Platzierungen:
- Supercup 1987: 4. Platz (von 8 Mannschaften)

### Ostseepokal
Beim Ostseepokal (1968–1981) in verschiedenen Ländern des Ostseeraumes erreichte die Auswahl folgende Platzierungen:
- Ostseepokal 1968: 2. Platz

### Karpatenpokal
Beim Karpatenpokal (seit 1959) in Rumänien erreichte die Auswahl folgende Platzierungen:
- Karpatenpokal 1964: 3. Platz (von 4 Mannschaften)
- Karpatenpokal 1971: 3. Platz (von 8 Mannschaften)
- Karpatenpokal 1976: 3. Platz (von 6 Mannschaften)

### Jugoslawien-Trophäe
Bei der Jugoslawien-Trophäe (1960–1990) in Jugoslawien erreichte die Auswahl folgende Platzierungen:
- Tašmajdana-Trophäe 1960: 3. Platz
- Tašmajdana-Trophäe 1962: 4. Platz
- Tašmajdana-Trophäe 1963: 2. Platz
- Zagreb-Trophäe 1964: 3. Platz
- Zagreb-Trophäe 1968: 5. Platz
- Tašmajdana-Trophäe 1969: ?
- Jugoslawien-Trophäe 1970: 2. Platz
- Jugoslawien-Trophäe 1971: ?
- Jugoslawien-Trophäe 1972: 2. Platz
- Jugoslawien-Trophäe 1973: ?
- Jugoslawien-Trophäe 1974: ?
- Jugoslawien-Trophäe 1977: ?
- Jugoslawien-Trophäe 1978: 6. Platz
- Jugoslawien-Trophäe 1986: ?
- Jugoslawien-Trophäe 1989: ?
- Jugoslawien-Trophäe 1990: ?

### Eurotournoi
Beim Eurotournoi in Frankreich, einem Turnier für Nationalmannschaften ausgetragen in den Jahren Olympischer Sommerspiele, erreichte die Auswahl folgende Platzierungen:
- Eurotournoi 2004: 2. Platz (von 4 Mannschaften)

### Yellow Cup
Beim Yellow Cup in der Schweiz erreichte die Auswahl folgende Platzierungen:
- Yellow Cup 2001: 4. Platz (von 6 Mannschaften)

## Spieler und Trainer

### Aktueller Kader
| Nr.            | Spieler                 | Geburtstag | Alter | Position        | Größe  | Gewicht | Verein                        | Lsp. | Tore |
| -------------- | ----------------------- | ---------- | ----- | --------------- | ------ | ------- | ----------------------------- | ---- | ---- |
| 61             | László Bartucz          | 05.11.1991 | 33    | Torhüter        | 1,94 m | 94 kg   | Tatabánya KC                  | 21   | 0    |
| 32             | Kristóf Laszlo Palasics | 19.04.2002 | 23    | Torhüter        | 1,99 m | 107 kg  | BM Logroño La Rioja           | 10   | 0    |
| 7              | Bendegúz Bóka           | 02.10.1993 | 31    | Linksaußen      | 1,94 m | 80 kg   | Balatonfüredi KSE             | 78   | 191  |
| 91             | Bence Imre              | 15.10.2002 | 22    | Rechtsaußen     | 1,85 m | 72 kg   | THW Kiel                      | 9    | 33   |
| 39             | Richárd Bodó            | 13.03.1993 | 32    | Rückraum links  | 2,03 m | 120 kg  | OTP Bank-Pick Szeged          | 104  | 310  |
| 11             | Patrik Ligetvári        | 13.02.1996 | 29    | Rückraum links  | 2,05 m | 115 kg  | Telekom Veszprém              | 93   | 88   |
| 30             | Zoltán Szita            | 10.02.1998 | 27    | Rückraum links  | 1,96 m | 99 kg   | OTP Bank-Pick Szeged          | 68   | 153  |
| 66             | Máté Lékai              | 16.06.1988 | 37    | Rückraum Mitte  | 1,90 m | 89 kg   | Ferencváros Budapest          | 174  | 527  |
| 24             | Gergő Fazekas           | 31.10.2003 | 21    | Rückraum Mitte  | 1,91 m | 90 kg   | Wisła Płock                   | 19   | 29   |
| 33             | Gábor Ancsin            | 27.11.1990 | 34    | Rückraum rechts | 2,02 m | 97 kg   | Ferencváros Budapest          | 153  | 338  |
| 43             | Zoran Ilić              | 02.01.2002 | 23    | Rückraum rechts | 1,97 m | 100 kg  | Handball Sport Verein Hamburg | 26   | 27   |
| 27             | Bence Bánhidi           | 09.02.1995 | 30    | Kreisläufer     | 2,07 m | 131 kg  | OTP Bank-Pick Szeged          | 105  | 318  |
| 45             | Miklós Rosta            | 14.02.1999 | 26    | Kreisläufer     | 2,03 m | 120 kg  | Dinamo Bukarest               | 57   | 149  |
| 2              | Adrián Sipos            | 08.03.1990 | 35    | Kreisläufer     | 1,98 m | 106 kg  | MT Melsungen                  | 74   | 32   |
| Reservespieler |                         |            |       |                 |        |         |                               |      |      |
| 16             | Roland Mikler           | 20.09.1984 | 40    | Torhüter        | 1,92 m | 105 kg  | OTP Bank-Pick Szeged          | 239  | 1    |
| 26             | Pedro Rodríguez Álvarez | 22.08.1990 | 34    | Rechtsaußen     | 1,93 m | 85 kg   | Tatabánya KC                  | 34   | 93   |
| 77             | Egon Hanusz             | 25.09.1997 | 27    | Rückraum Mitte  | 1,77 m | 90 kg   | Benfica Lissabon              | 46   | 71   |

### Bisherige Trainer
| Zeitraum  | Nation   | Trainer                       |
| --------- | -------- | ----------------------------- |
| 1949      | Ungarn   | Sándor Cséfay                 |
| 1953      | Ungarn   | Ferenc Kolozs                 |
| 1956      | Ungarn   | Béla Karaffa                  |
| 1957      | Ungarn   | Ferenc Kolozs                 |
| 1958      | Ungarn   | Sándor Cséfay                 |
| 1959–1961 | Ungarn   | István Hetey                  |
| 1962–1964 | Ungarn   | Árpád Csicsmányi              |
| 1964–1973 | Ungarn   | Miklós Albrecht               |
| 1973–1982 | Ungarn   | Mihály Faludi                 |
| 1982–1985 | Ungarn   | László Kovács                 |
| 1985–1989 | Ungarn   | Lajos Mocsai                  |
| 1989–1991 | Ungarn   | János Csík                    |
| 1991–1992 | Ungarn   | Attila Joósz                  |
| 1992–1993 | Ungarn   | László Kovács                 |
| 1993      | Ungarn   | Ferenc Buday                  |
| 1993–1995 | Ungarn   | Sándor Kaló                   |
| 1995–1996 | Ungarn   | Árpád Kővári                  |
| 1997–1999 | Ungarn   | Sándor Vass                   |
| 1999–2001 | Ungarn   | János Hajdu                   |
| 2001–2008 | Ungarn   | László Skaliczki              |
| 2008–2009 | Ungarn   | János Hajdu                   |
| 2009–2010 | Ungarn   | István Csoknyai               |
| 2010–2014 | Ungarn   | Lajos Mocsai                  |
| 2014–2016 | Spanien  | Talant Dujshebaev             |
| 2016–2017 | Spanien  | Xavi Sabaté                   |
| 2017–2018 | Schweden | Ljubomir Vranjes              |
| 2018      | Ungarn   | István Csoknyai               |
| 2019      | /        | István Csoknyai, Vladan Matić |
| 2019–2022 | Ungarn   | István Gulyás                 |
| 2022–     | Spanien  | Chema Rodríguez               |

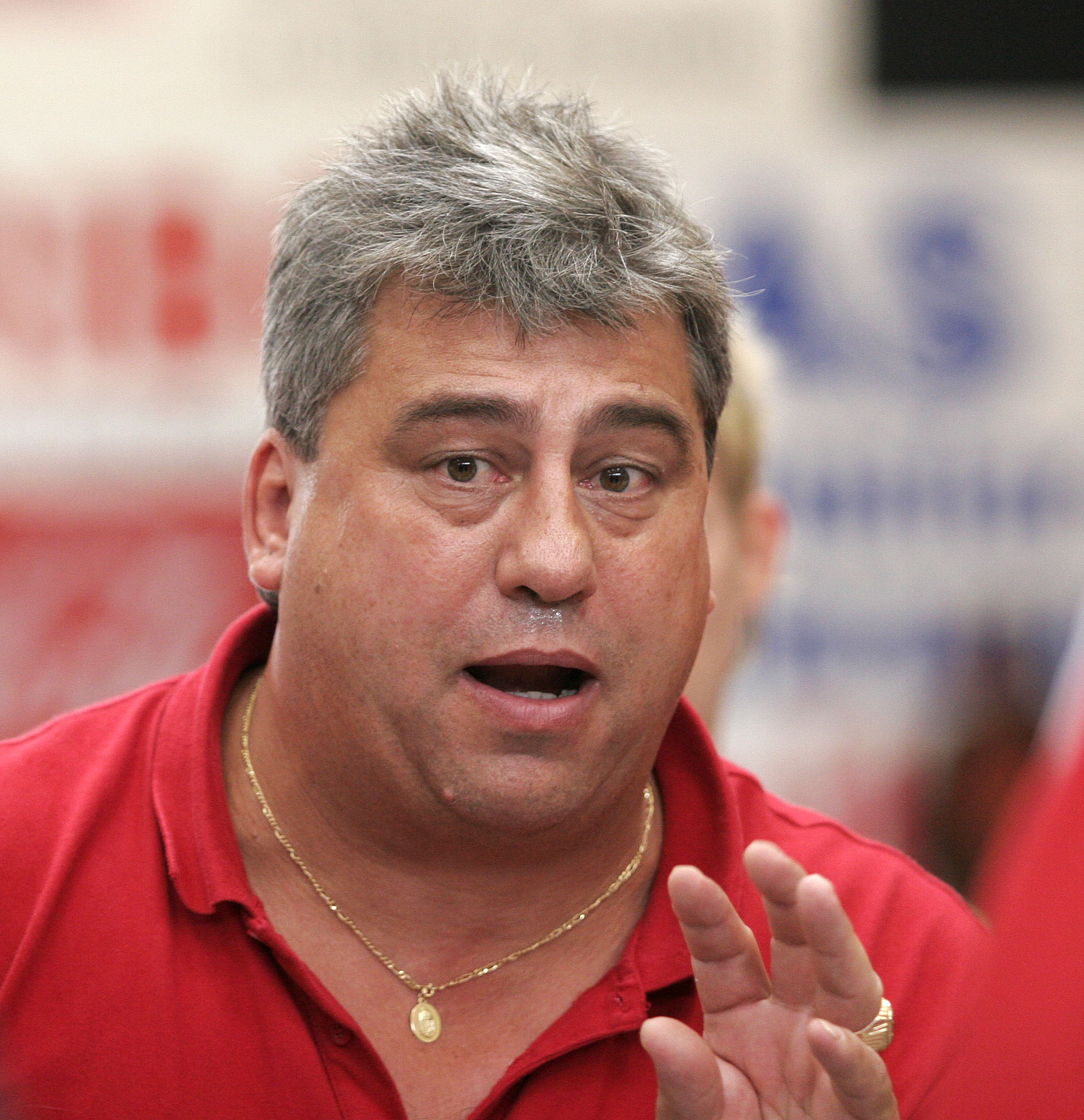
Lajos Mocsai
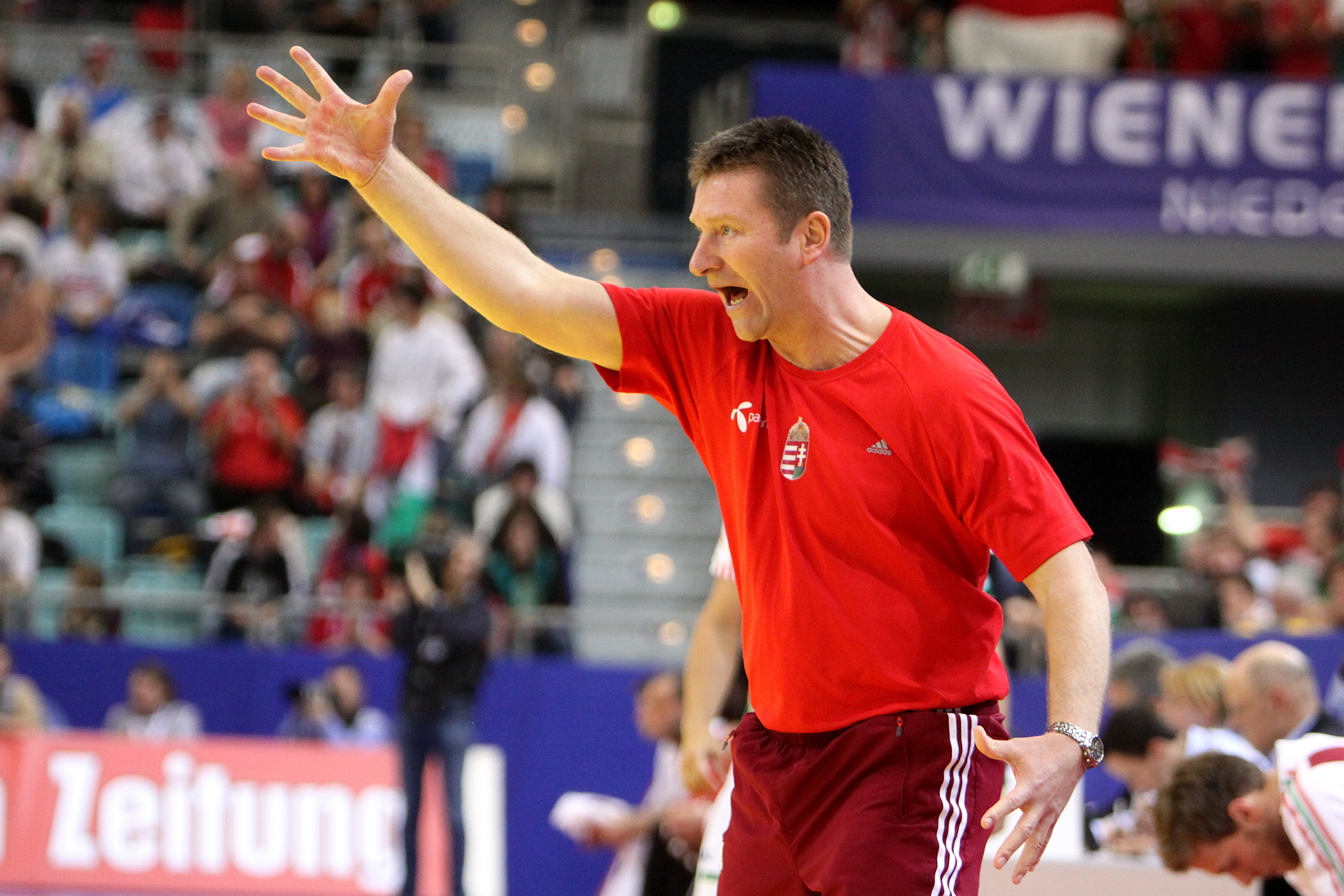
István Csoknyai
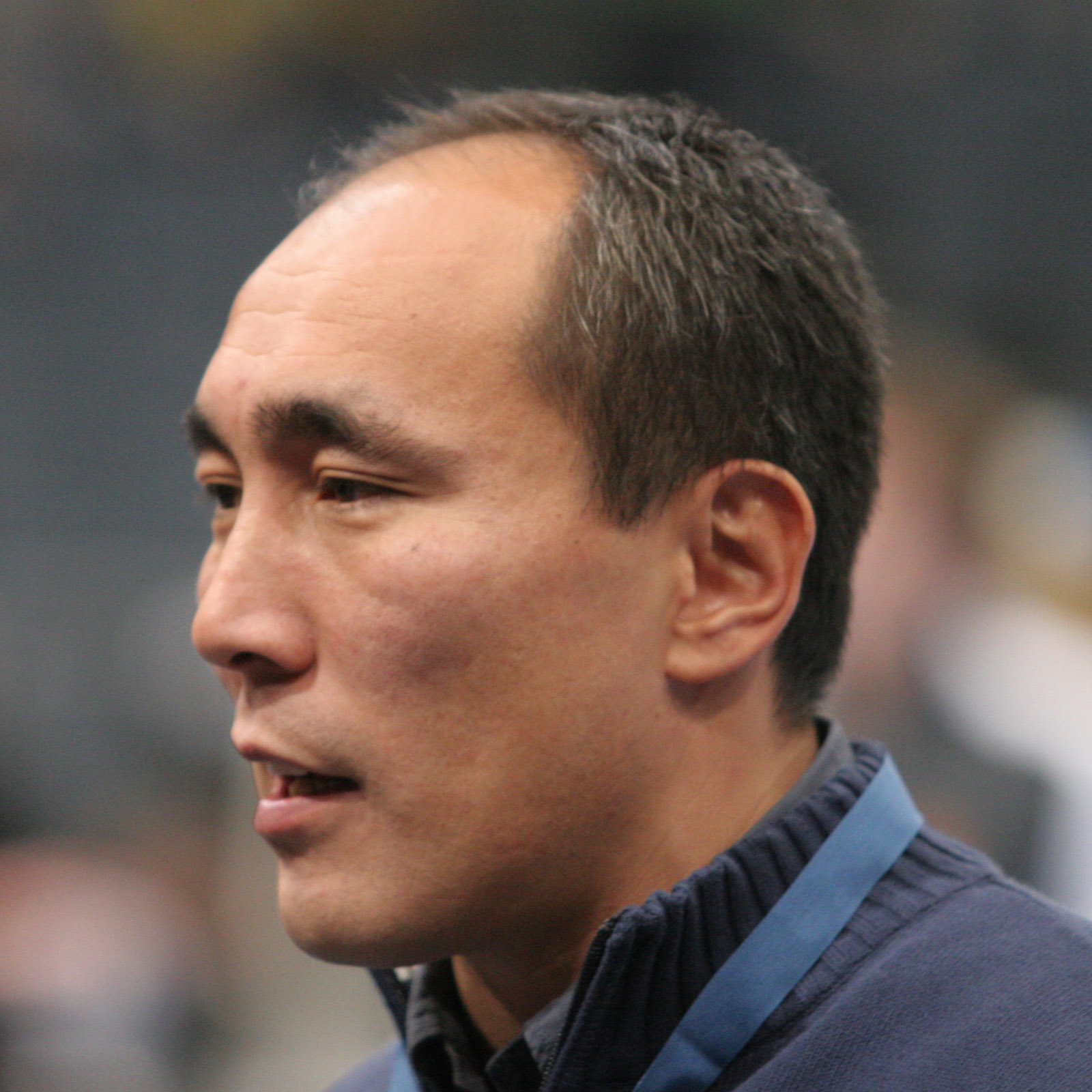
Talant Dujshebaev
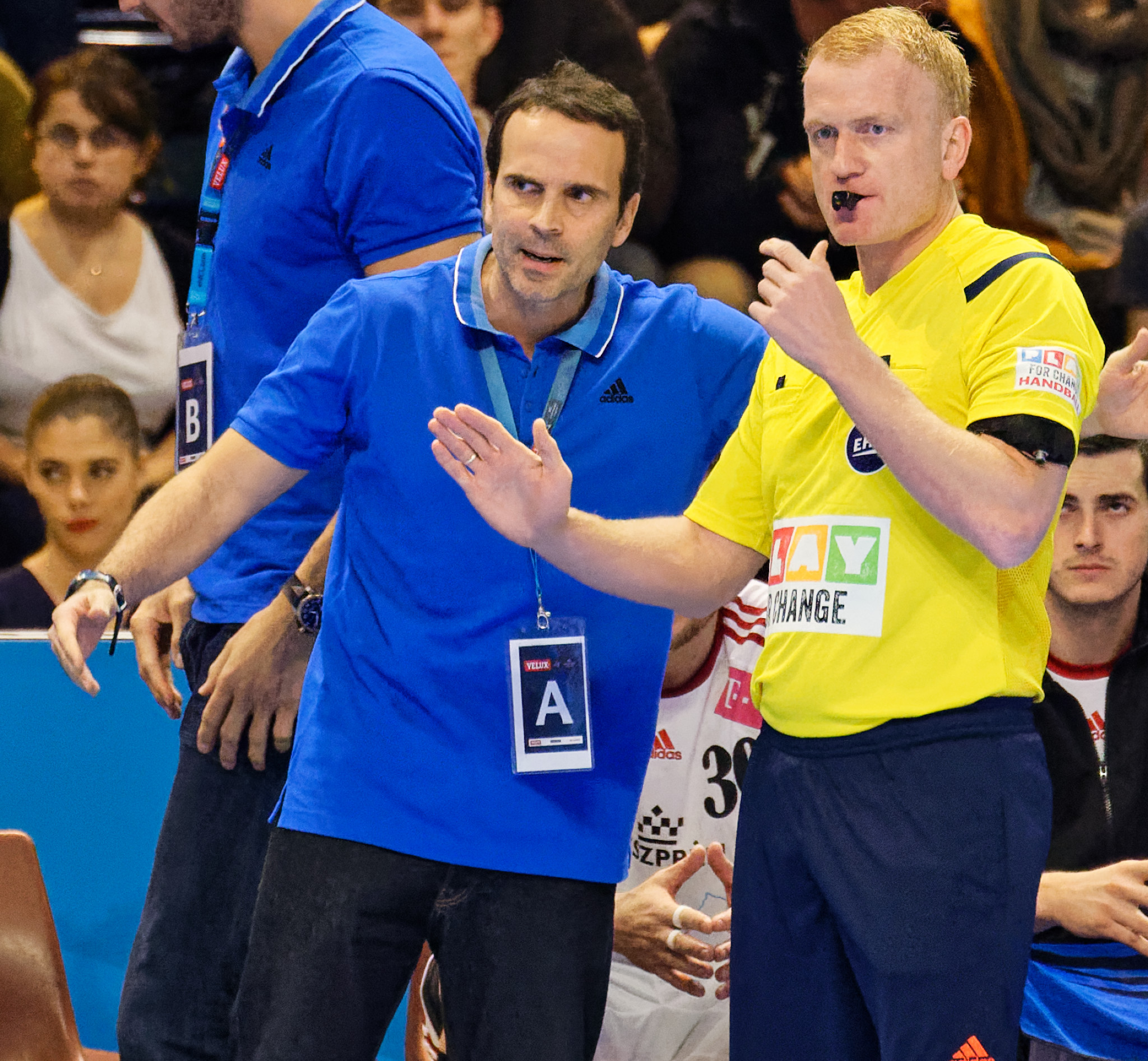
Xavi Sabaté
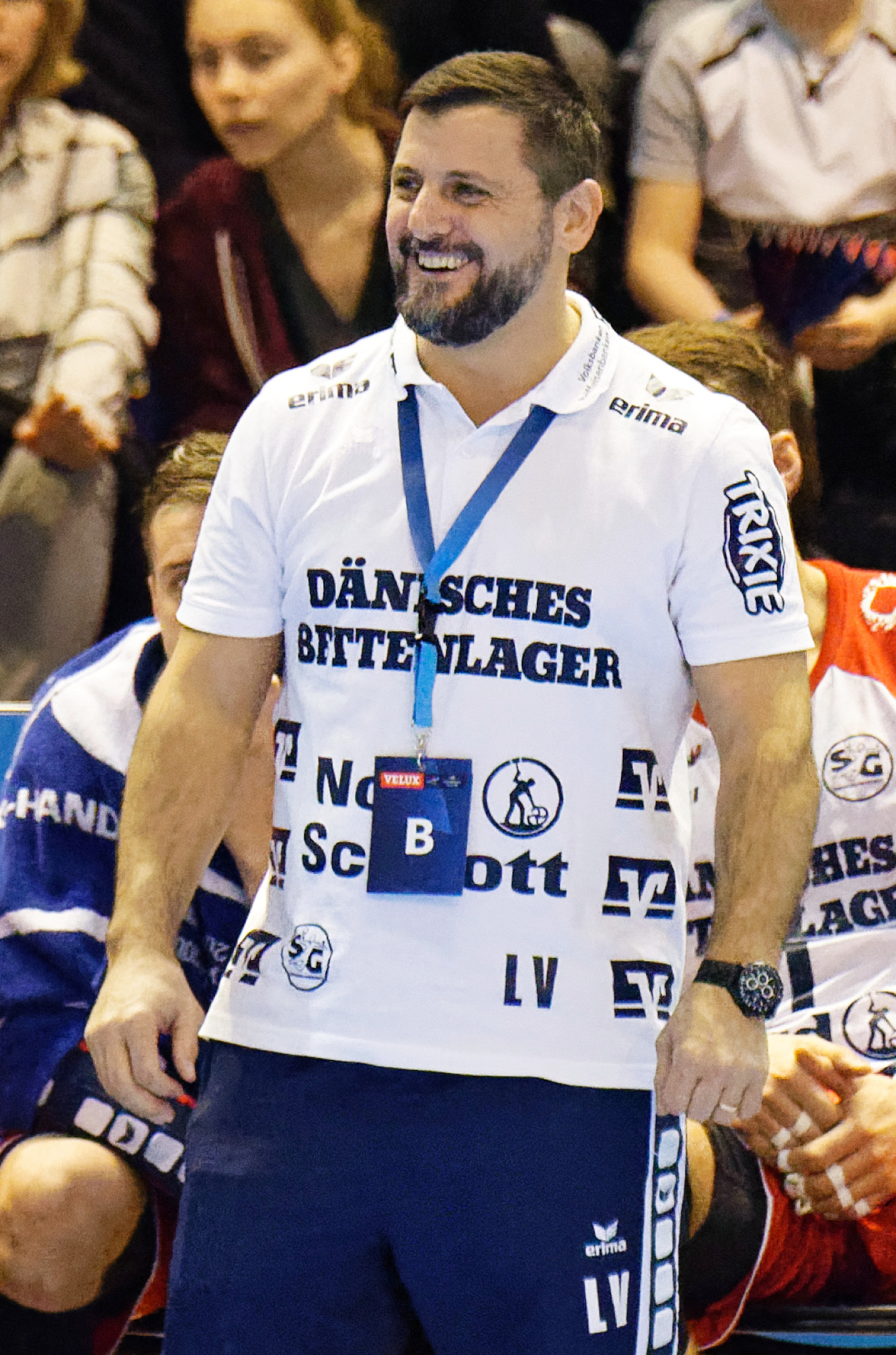
Ljubomir Vranjes
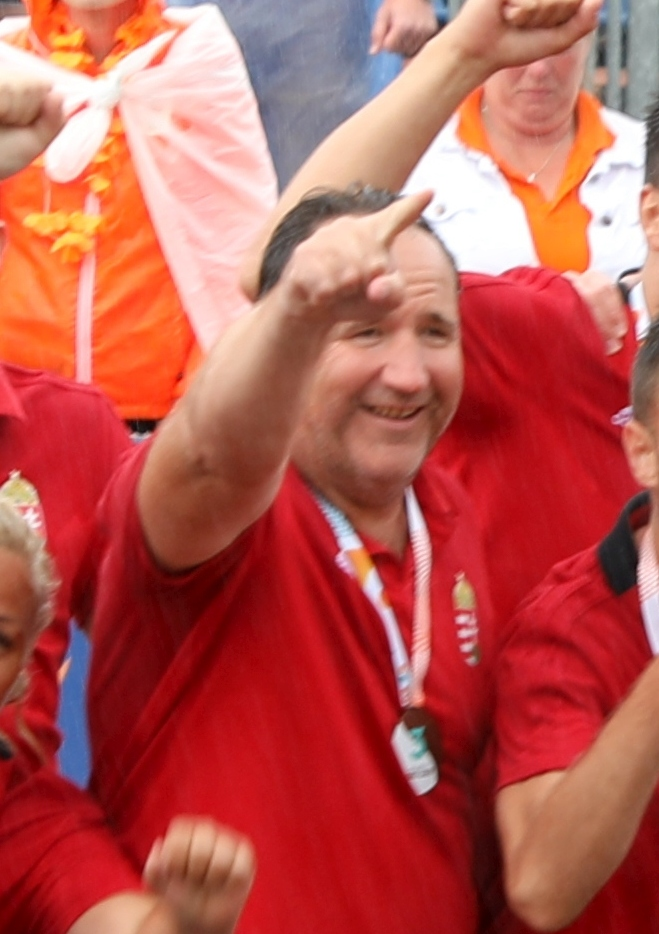
István Gulyás
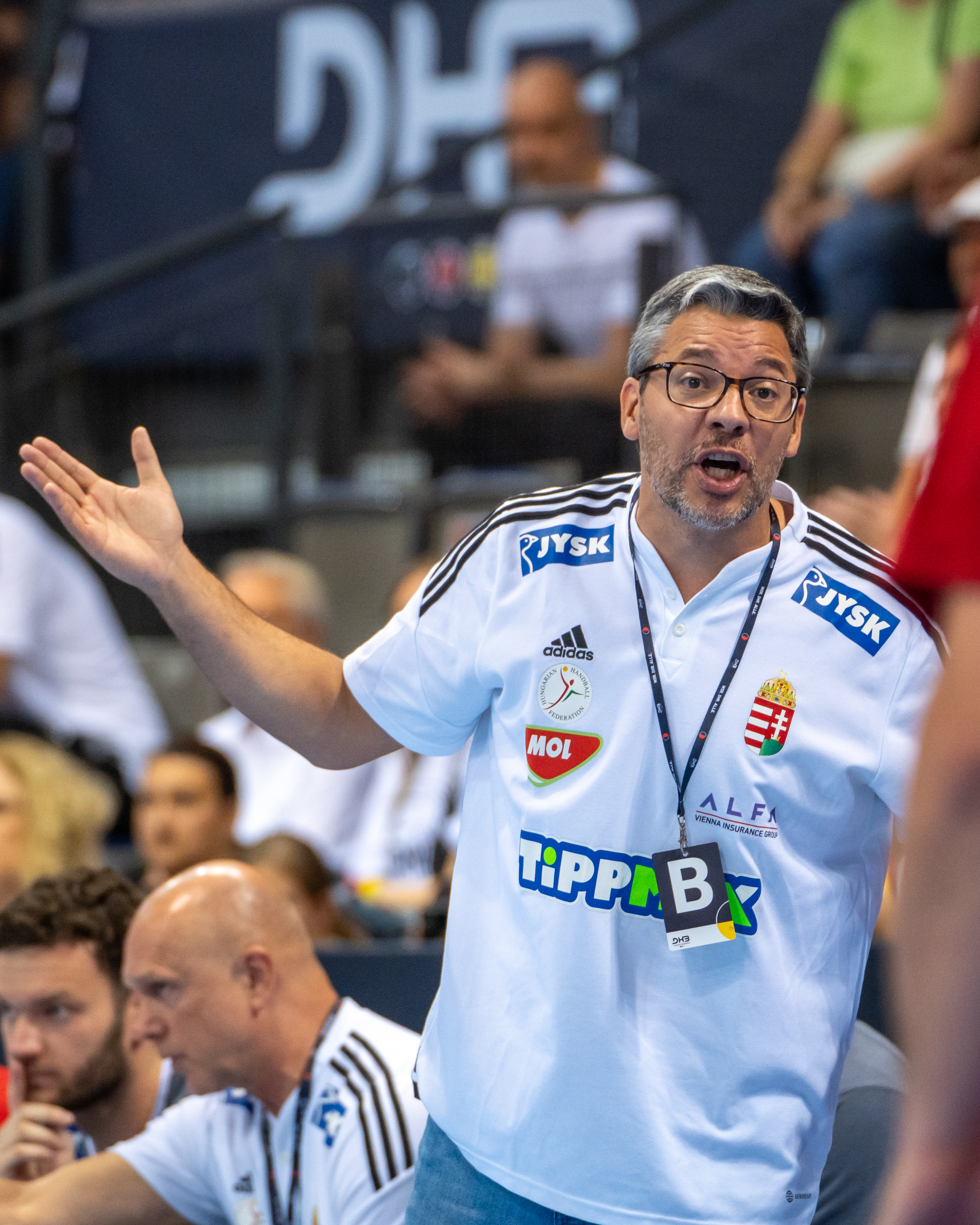
Chema Rodríguez

### Spielerrekorde
Aktive Spieler sind grün hinterlegt. Stand: 1. Dezember 2023.

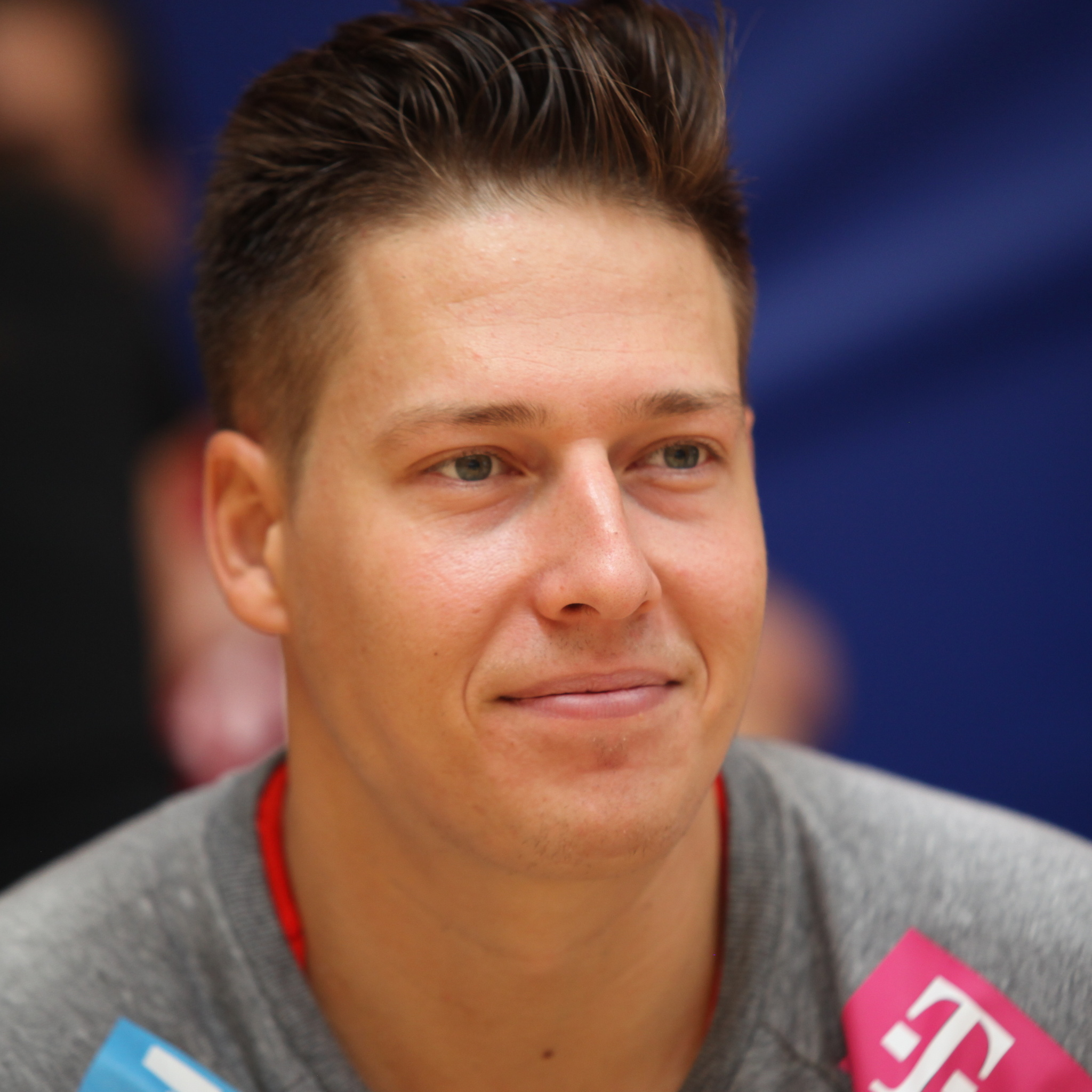
Torwart Roland Mikler (2014)

| Rang | Spieler         | Jahre     | Spiele |
| ---- | --------------- | --------- | ------ |
| 1.   | Péter Kovács    | 1973–1995 | 323    |
| 2.   | János Szathmári | 1988–2012 | 302    |
| 3.   | Béla Bartalos   | 1970–1984 | 288    |
| 4.   | Gergő Iváncsik  | 2000–2017 | 270    |
| 5.   | Gábor Császár   | 2004–2019 | 247    |
| 6.   | Roland Mikler   | 2004–0000 | 239    |
| 7.   | Nándor Fazekas  | 1998–2017 | 238    |
| 8.   | Ferenc Ilyés    | 2003–2019 | 229    |
| 9.   | József Kenyeres | 1974–1986 | 224    |
| 10.  | István Pásztor  | 1992–2004 | 215    |

| Rang | Spieler         | Jahre     | Tore |
| ---- | --------------- | --------- | ---- |
| 1.   | Péter Kovács    | 1973–1995 | 1797 |
| 2.   | Gábor Császár   | 2004–2019 | 845  |
| 3.   | István Pásztor  | 1992–2004 | 830  |
| 4.   | József Éles     | 1989–2000 | 828  |
| 5.   | László Nagy     | 1999–2019 | 749  |
| 6.   | László Marosi   | 1983–1992 | 710  |
| 7.   | Gergő Iváncsik  | 2000–2017 | 696  |
| 8.   | János Gyurka    | 1981–1995 | 662  |
| 9.   | Mihály Iváncsik | 1984–1992 | 623  |
| 10.  | István Szilágyi | 1972–1983 | 541  |